# Yvonne Dellsperger
Yvonne Dellsperger (auch Yvonne Häfner; * 1974 in Bern) ist eine Schweizer Germanistin.
Yvonne Dellsperger studierte Ältere und Neuere Deutsche Literatur, Neuere Geschichte und Schweizer Geschichte in Bern und an der Martin-Luther-Universität Halle-Wittenberg. Sie war dann als wissenschaftliche Assistentin in Bern tätig und promovierte. Am 1. September 2008 hat sie als Nachfolgerin von Viia Ottenbacher die Leitung des Wieland-Museums in Biberach an der Riß übernommen. Yvonne Dellsperger hat die Ausstellung in Wielands Gartenhaus komplett neu gestaltet.

## Schriften
- Lebendige Historien und Erfahrungen. Studien zu Sebastian Francks „Chronica Zeitbuoch vnnd Geschichtbibell“ (1531/1536), Berlin 2008. ISBN 978-3-503-09837-8